# Loïc Wacquant
Loïc Wacquant (n. 1960, Nîmes, Franța) este un sociolog francez.
El este specializat în sociologie urbană, sărăcie urbană, inegalitate rasială, trup, teorie socială și etnografie.
Lucrează în principal din perspectiva sociologiei adaptate a lui Pierre Bourdieu, dar este influențat și de Karl Marx și Max Weber.
Wacquant este, de asemenea, un boxer de agrement și și-a folosit boxul pentru a scrie o etnografie a vieții afro-americane din ghetoul din Chicago.

## Ghetto, hyperghetto și antighetto
Wacquant distinge trei tipuri de cartiere sărace. Ghetoul este o parte separată social pentru un grup etnic, care conține diferite clase economice ale acestui grup. Drept urmare, are propriile sale structuri și instituții sociale complexe. Hiperghetoul este produsul rezultat al ghetouului după emanciparea economică a membrilor bogați și înstăriți ai unui grup etnic și conține acum cei mai săraci oameni ai unui grup etnic. Și-a pierdut structurile complexe, ceea ce face dificilă emanciparea viitoare. Potrivit lui Wacquant, hiperghetoul este un fenomen deosebit de american în lumea occidentală. Anti-ghetoul este un loc divers din punct de vedere etnic în unele orașe europene, unde solidaritatea dintre ghetou și hiperghetou lipsește, dar este mai emancipator decât ghetoul și hiperghetoul.
Loïc Wacquant a absolvit HEC Paris, Universitatea Paris-Nanterre, Universitatea din Paris și Universitatea din Chicago.